# 16-17
16-17 ist eine Schweizer experimentelle Band, deren Musik sich dem Genre Jazzcore zuordnen lässt. 16-17 gilt als früher Vorläufer dieses oft auch als Industrial Punk-Jazz bezeichneten Genres.

## Geschichte

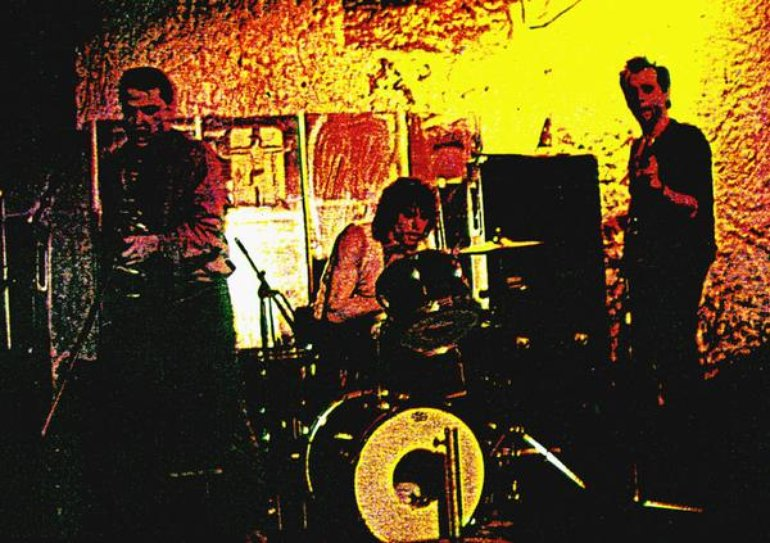
16-17 (1983)

16-17 wurde 1983 von Alex Buess und Knut Remond gegründet. Später stiess dann der Gitarrist und Elektroniker Markus Kneubühler als drittes Stammmitglied dazu. Die Gruppe war ihrer Zeit weit voraus und wurde vom Publikum wegen ihres kompromisslosen Spiels mit gemischten, kontroversen Reaktionen aufgenommen. Zu der Zeit als 16-17 die ersten Konzerte mit dieser explosiven Mischung aus improvisierter Musik, stark verstärkten Instrumenten und Elektronik spielte, gab es noch keine Gruppen, die einen annähernd ähnlichen Sound hatten. Erst einige Jahre später, ca. ab 1989 entstanden dann Gruppen wie John Zorns Painkiller, Last Exit mit Peter Brötzmann, Bill Laswell, Sonny Sharrock und Ronald Shannon Jackson, God oder the Flying Luttenbachers mit Weasel Walter, welche einen ähnlichen Mix von schroffem Noise mit elektrischer Verstärkung, Elektronik und Free Jazz inspirierter Improvisation entwickelten. Von 1983 bis 1994 spielte 16-17 viele Live-Konzerte. Aus dieser Periode stammen drei der vier offiziell existierenden Tonträger: die Kassette Buffbunker und Hardkore, die LP 16-17 (auf RecRec erschienen) sowie die LP When All Else Fails (Label: Vision).
Bei den drei ersten Produktionen der Gruppe handelt es sich ausschliesslich um Live-Aufnahmen. 1994 lernte Alex Buess Kevin Martin bei den Aufnahmen der Gruppe Alboth! zu deren CD Liebefeld kennen: Alex Buess wirkte bei der Alboth!-Produktion als Gastsaxofonist und Kevin Martin als Produzent mit. Dieses erste Zusammentreffen zwischen Martin und Buess war sehr fruchtbar: die beiden verstanden sich auf Anhieb prächtig. Kevin Martin ging ja mit seiner Band God auf ähnlichen Pfaden. In der Folge brachte 16-17 dann die erste Studioproduktion namens Gyatso heraus. Produziert wurde diese von Kevin Martin und als Gast spielte der Godflesh-Bassist G.C. Green. Kevin Martin meinte zu dieser Zusammenarbeit in einem von Jason Pettigrew (Alternative Press) mit ihm geführten Interview für den Booklet-Text der CD Gyatso: „Ich mochte die Intensität von 16-17’s Early Recordings sehr und wollte die Intensität der Gruppe durch den extensiven Einsatz von Studiotechnologie noch verstärken.“ Die CD fand viel Aufmerksamkeit bei der internationalen Presse und beim Publikum. 16-17 wird zum Beispiel im Buch Höllenlärm: Die komplette schonungslose und einzigartige Geschichte des Heavy Metal von Ian Christie als Vertreter des Grindcore und des Alternative Metal genannt. Er schreibt: „…die von Apple Computer gesponserte Schweizer Grindcore Band ersetzt die Gitarren durch Saxofone…“
Nach der Produktion von Gyatso gab es einige Besetzungswechsel: Anstelle von Markus Kneubühler kam der australische Bassist Damian Bennett (Deathless) und Michael Wertmüller (Full Blast) spielte anstelle von Knut Remond Schlagzeug. In dieser neuen Formation tourte 16-17 durch ganz Europa. Die Idee, den Klang der Gyatso-CD live zu präsentieren, reifte und wurde dann konsequent umgesetzt. Ein Auftritt von 16-17 im Zusammenhang mit dem Carte-Blanche-Projekt NOL-N.S. am Taktlos Festival 1995 war einer der Höhepunkte von 16-17 mit dem neuen Sound. 1999 folgte mit Human Distortion noch eine EP auf Alec Empires DHR-Label und mit Mechanophobia nochmals eine EP auf Praxis. 16-17 tourte dann mit diesem Programm als „16-17 Soundsystem“ nochmals extensiv. Am Schlagzeug sass Daniel Buess (MIR, My Daily Noise, Noise Zone). 1999 löste sich die Gruppe auf.
Die 16-17-Tonträger waren lange Zeit nur schwer erhältlich. 2006 jedoch brachte das Lyoner Label Savageland Records die von Weasel Walter neu gemasterten ersten drei Produktionen als CD-Box mit dem Namen Early Recordings sowie auch das Studioalbum Gyatso in einer Neuausgabe heraus. 2020 erschien auf dem Wiener Label Trost die LP Phantom Limb mit dem Sänger Eugene S. Robinson bekannt von der Gruppe Oxbow, der Vokalistin Kasia Meow sowie dem Gitarristen Bigrogers Roger Graf und 2021 gab das Berliner Label Praxis die neu gemasterte Vinyl-Version von Gyatso heraus.  

## Diskografie
- 1984: Buffbunker & Hardkore (Kassette, Calypso Now)
- 1986: 16-17 (Rec Rec)
- 1989: When All Else Fails (Vision)
- 1993: Gyatso (Pathological / Big Cat GB)
- 1998: Human Distortion (DHR)
- 1999: Mechanophobia (EP, Praxis)
- 2005: Early Recordings (Kompilation, Savageland Records)
- 2006: Gyatso (Kompilation, Alternative Press)
- 2020: Phantom Limb (LP, TROST)
- 2021: Gyatso (Vinyl Version, LP, Praxis)